# Isagoras nitidus
Isagoras nitidus är en insektsart som beskrevs av Ludwig Redtenbacher 1906. Isagoras nitidus ingår i släktet Isagoras och familjen Pseudophasmatidae. Inga underarter finns listade i Catalogue of Life.